# Praxis mit Meerblick – Schwindel
Schwindel ist ein deutscher Fernsehfilm von Kerstin Ahlrichs aus dem Jahr 2023. Es handelt sich um den 18. Film der ARD-Reihe Praxis mit Meerblick mit Tanja Wedhorn als Ärztin Nora Kaminski in der Hauptrolle. Die deutsche Erstausstrahlung erfolgte am 28. April 2023 auf dem ARD-Sendeplatz „Endlich Freitag im Ersten“.

## Handlung
Der Inselärztin Nora Kaminski geben diesmal die ständigen Schwindelanfälle der freiberuflichen Hebamme Claudia Koserow große Rätsel auf. Der Stress und der Arbeitsdruck, dem sich Koserow tagtäglich aussetzt, können unmöglich der alleinige Grund für die Anfälle sein. Kaminskis Kollege Dr. Heckmann sieht keinerlei Handlungsbedarf, da die Routinebefunde unauffällig sind. Die Inselärztin ohne Doktortitel lassen die Ungewissheit und das Leiden der Hebamme nicht los. Parallel muss sie privat ein Geheimnis von Klara Jensen bewahren, was sie und ihre neue Liebe Max, der Vater von Klara, in die Bredouille bringt und zur kurzzeitigen Trennung des Paares führt. Nach einer Versöhnung kommen Max und Nora wieder zusammen.

## Produktionsnotizen
Die Dreharbeiten für Schwindel erstreckten sich unter den vorgegebenen Corona-Arbeitsschutzauflagen vom 23. August 2022 bis zum 22. September 2022. Die Produktion erfolgte durch die Real Film Berlin. Als Schauplätze dienten Sassnitz, Mukran, Neuenkirchen und Altenkirchen auf der Insel Rügen und die deutsche Hauptstadt Berlin.